# Franz Bargon
Franz Bargon (* 6. September 1935) ist ein ehemaliger deutscher Fußballspieler.

## Sportlicher Werdegang
Bargon kam aus der Jugend des 1. FSV Mainz 05 und stieß 1954 in die in der Oberliga Südwest antretende Wettkampfmannschaft auf. Unter Trainer Emil Izsó debütierte der Abwehrspieler am sechsten Spieltag der Spielzeit 1954/55 bei einer 1:2-Heimniederlage gegen TuRa Ludwigshafen in der höchsten Spielklasse, ab dem elften Spieltag hatte er trotz einer 1:2-Niederlage beim VfR Frankenthal in der Folge einen Stammplatz in der Verteidigung. Auch unter Izsós Nachfolger Gerd Higi kam er regelmäßig vornehmlich in einer immer wieder wechselnden Defensivformation an der Seite von Franz Mattes, Alfred Höfer, Walter Sonnenberger oder Heinz Kirchner in der Abwehr als Außenverteidiger oder Mittelläufer sowie teilweise davor als Außenläufer zum Einsatz. Mit dem Klub landete er dabei im mittleren Tabellenbereich. Im Sommer 1957 übernahm Hans-Josef Kretschmann das Cheftraineramt, unter dem er ins zweite Glied rückte. Nach einer 2:7-Heimniederlage gegen den FK Pirmasens am zweiten Spieltag rutschte er für die folgenden drei Spiele wieder in die Mannschaft, musste aber nach einer 2:5-Niederlage beim 1. FC Kaiserslautern unter anderem dem im Sommer neu verpflichteten Willi Jakobi weichen und blieb im weiteren Verlauf der Spielzeit 1957/58 ohne Spielminute.
Im Sommer 1958 wechselte Bargon zur SpVgg Ingelheim, die 1957 aus der 1. Amateurliga Südwest abgestiegen war und um die Rückkehr in die Drittklassigkeit spielte. Der Erfolg blieb jedoch aus, so dass er nur ein Jahr später zur FVgg. Kastel 06 in die 1. Amateurliga Hessen wechselte. 1961 verließ er den Verein nach zwei Spielzeiten in der obersten Amateurklasse.